# Gestore dei mercati energetici
Il Gestore dei mercati energetici (GME), fino al novembre 2009 Gestore del mercato elettrico, è la società responsabile in Italia dell'organizzazione e della gestione del mercato elettrico, del mercato del gas naturale e dei mercati ambientali. Al 31/12/2022 era la più grande S.p.A. italiana in termini di fatturato.

## Storia
Costituita in origine dal Gestore della rete di trasmissione nazionale come società per azioni, è partecipata al 100% dal Gestore dei servizi energetici (in precedenza Gestore dei servizi elettrici).
Dall'8 gennaio 2004, il Gestore del Mercato ha assunto la responsabilità delle funzioni di organizzazione e gestione del mercato elettrico (d.m. 19 dicembre 2003). Adotta la disciplina di autoregolamentazione degli operatori (i quali possono partecipare fino al 20% delle quote del proprietario e gestore della rete) che viene convertita in legge con decreto del Ministero delle Attività Produttive (ai sensi del d.m. 19 dicembre 2003).

## Il mercato elettrico
Indicato solitamente come "borsa elettrica italiana", il mercato elettrico consente a produttori, consumatori e grossisti di stipulare contratti orari di acquisto e vendita di energia elettrica. Le transazioni avvengono su una piattaforma telematica, accessibile agli operatori tramite la rete internet.
Il mercato elettrico si divide essenzialmente in 2 grandi tipologie di contrattazioni, a termine o a pronti, così brevemente strutturati:
Mercato a termine: si tratta di accordi (deal) bilaterali tra operatori del settore, tendenzialmente i prodotti scambiati sono standardizzati e a prezzo fisso (per esempio: 10 MW Base Load CAL2011 67€/MWh un contratto che prevede la compravendita di 10 MW per tutte le 24h del giorno per tutto l'anno solare 2011 , da non confondere con l'anno termico, ad un prezzo di 67€ per ogni MWh scambiato, o ancora meglio 67€/MWh*10 MW*24h*365gg). Tali transazioni si svolgono abitualmente sulle piattaforme di trading messe a disposizione, dietro compenso, da alcuni broker del settore, come GFI, TFS e ICAP. Esiste anche una piattaforma messa a disposizione dal GME, la piattaforma MTE, che però ad oggi risulta poco utilizzata, per le grosse garanzie chieste dal GME per parteciparvi, è quindi poco liquida.
Naturalmente, essendo l'energia un bene fungibile, tutti gli scambi fisici esistono solamente in maniera virtuale "esattamente" come avviene per i trasferimenti di fondi da un conto all'altro; la piattaforma sulla quale si effettuano tali scambi è chiamata PCE (piattaforma conti energia) gestita sempre dal GME.
Il mercato a pronti, essenzialmente riconducibile alla borsa elettrica, a differenza del precedente, non vede l'incontro di 2 parti, ma ogni operatore ha come controparte il mercato stesso che prevede il classico incontro tra domanda e offerta, con il sistema del prezzo marginale. Tale mercato è poi così suddiviso:
- mercato del giorno prima (MGP) - permette a produttori, grossisti e clienti finali idonei di vendere o acquistare energia elettrica per il giorno successivo;
- mercato infragiornaliero (MI) - permette a produttori, con ben 7 sessioni (MI1,2,3,4,5,6 e MI7) e grossisti di modificare i programmi di immissione stabiliti su MGP (l'MI ha preso il posto , dal 2010, del mercati di aggiustamento MA)

Infine esiste un mercato per il servizio di dispacciamento (MSD), che non prevede la formazione del prezzo marginale ma utilizza la forma "Pay as bid" - utilizzato da Terna S.p.A per fornirsi dei servizi di dispacciamento relativi alla gestione ed al controllo del sistema elettrico.
Al GME è inoltre affidata l'organizzazione delle sedi di contrattazione dei certificati verdi, dei titoli di efficienza energetica ("certificati bianchi") e delle unità di emissione (emission trading).